# Islam i Danmark
Islam i Danmark er en minoritetsreligion og i dag landets næststørste religion efter folkekirken og foran den romersk-katolske menighed. Der har været muslimer i Danmark i hvert fald siden folketællingen i 1880, men en egentlig muslimsk befolkningsgruppe voksede først frem i 1960'erne, hvor landet gav opholds- og arbejdstilladelse til gæstearbejdere fra blandt andet Tyrkiet, Pakistan og Nordafrika. I de sidste 50 år er antallet af danske muslimer (dvs. de indbyggere i Danmark, der bekender sig til islam) vokset til i 2020 at udgøre ca. 256.000 personer, 4,4 % af befolkningen.
De danske muslimer har meget forskellige kulturelle og sproglige baggrunde og er derfor præget af stor forskelligartethed. Der findes 28 forskellige islamiske trossamfund i Danmark, og der er ingen samlet dansk muslimsk paraplyorganisation.
I takt med, at der er blevet flere danske muslimer, er det organiserede muslimske miljø i Danmark vokset og blevet mere institutionaliseret. Der er i dag ca. 170 moskeer i Danmark, der modsat i udlandet ofte er organiseret som traditionelle danske foreninger. Dansk anvendes i stigende grad som prædikesprog i moskeeerne, men fastboende dansktalende imamer er stadig en mangelvare i nogle muslimske miljøer. Desuden findes der i dag en række andre institutioner som friskoler, halalslagtere, ungdomsforeninger, begravelsesforeninger mm.
Forholdet mellem de danske muslimer og det øvrige samfund har i en årrække været et centralt debatemne i Danmark. Spørgsmål om religiøs påklædning og symboler i det offentlige rum og holdninger til emner som mandlig omskæring, utroskab, homoseksualitet, sharia og forholdet mellem mænd og kvinder har skabt debat. Mange danske muslimer føler sig diskriminerede, og antallet af registrerede hadforbrydelser mod muslimer har været stigende siden 2015, hvor Rigspolitiet begyndte at registrere dem. Samtidig er i de senere år fremvokset en ny generation af danskfødte muslimer. Flere veluddannede  teologer og samfundsdebattører herfra er begyndt at efterlyse en tolkning af islam, der tager udgangspunkt i en dansk-muslimsk virkelighed, og som finder løsninger, der gør det nemmere at forene en muslimsk tro med det at være en moderne og aktiv borger i Danmark.

## Danske muslimer i dag
Siden Anden Verdenskrig har man ikke registreret oplysninger om antallet af tilhørere indenfor forskellige trossamfund på baggrund af folketællinger.  Derfor findes der ikke officielle oplysninger om antallet af muslimer i Danmark. Det er imidlertid muligt at danne et skøn ud fra viden om, hvor mange danske indvandrere og efterkommere der stammer fra de lande, hvor islam er fremherskende. En undersøgelse foretaget af lektor Brian Arly Jacobsen fra Center for Samtidsreligion ved Aarhus Universitet kommer på denne måde frem til, at der pr. 1. januar 2020 var ca. 256.000 muslimer i Danmark, svarende til 4,4 % af befolkningen. Til sammenligning boede der i 1980 skønsmæssigt ca. 29.300 muslimer i Danmark, svarende til 0,6 % af befolkningen.
Ca. 85 % af de danske muslimer er sunnimuslimer, mens shiamuslimerne udgør 10-15 %. De danske muslimer repræsenterer i alt 84 forskellige oprindelige nationaliteter. I 2017 vurderedes den største etniske gruppe blandt de danske muslimer at være personer med tyrkisk baggrund (18,8 % af alle muslimer), efterfulgt af folk med syrisk (11,8 %) irakisk (8,9 %), libanesisk (i praksis ofte palæstinensisk) (8,3 %), pakistansk (7,8 %), somalisk (6,8 %), afghansk (5,9 %), bosnisk (4,2 %), iransk (4,0 %) og marokkansk (3,3 %) baggrund. Blot to år tidligere udgjorde personer med syrisk baggrund skønsmæssigt kun knap 5 % af de danske muslimer. Et realistisk skøn for danske konvertitter i 2017 vurderedes at være 3800. 70,4 % af muslimerne vurderes at være danske statsborgere.
I 2017 var der i alt 28 godkendte muslimske trossamfund med yderligere 38 tilknyttede menigheder i Danmark, hvoraf størsteparten tilhørte de tyrkiske og pakistanske miljøer. Med godt 5 % af befolkningen udgør muslimerne Danmarks næststørste religion. Til sammenligning udgør den tredjestørste religion, katolikkerne, 0,7 % af befolkningen.  Knap 76 % af befolkningen er medlem af folkekirken.
Religionssociologen Lene Kühle vurderede i 2006, at mellem 20 og 25 procent af muslimerne i Danmark (omkring 50.000 personer) var tilknyttet en moskeforening. Ifølge Center for SamtidsReligion var der i 2012 mindst 21.000 formelle medlemmer af danske moskeforeninger. De to tal er ikke modstridende, da tilknytning ikke nødvendigvis implicerer formelt medlemskab. Undersøgelsen Moskeer i Danmark II fra 2017 skønnede, at mellem 7 og 9 % af de danske muslimer deltager i fredagsbønnen på en gennemsnitlig fredag. Ved den afsluttende fællesbøn i forbindelse med de to store årlige eid-fester deltager et betydeligt større antal.
Når spørgsmålet om en dansk muslimsk identitet og de danske muslimer som gruppe diskuteres, fremhæves det hyppigt, at den meget store forskellighed og fragmentering i gruppen omtrent er det mest karakteristiske. I en kronik af tre danske imamer i Jyllands-Posten i 2016 blev det udtrykt således:
| Citat | Vi har pakistanere, marokkanere og tyrkere, der kom som gæstearbejdere, ofte uden uddannelse, med verdensbilleder, der inkluderede magi, storfamilier, ekstatiske religionsformer og særlige kønsmønstre. Vi har palæstinensere med snart 70 års eksil, etnisk udrensning og landflygtighed i den kollektive traumebagage. Vi har somaliske krigsflygtninge med rødder i en østafrikansk nomadekultur. Vi har bosniere og albanere, der er rundet af traditionel osmannisk religiøsitet og europæisk sekularisme. Vi har iranere med en særegen persisk kulturel og intellektuel identitet, der ofte er dybt skeptiske over for politiseret religion. Vi har afghanere med dybe og oldgamle klantraditioner. Irakere fra begge sider af sunni-shia-spektret, kurdere, der i årevis har kæmpet for deres kultur, guineanere, m.fl., med vestafrikanske normer. Og så er der berbere, malajer, arabere i alle afskygninger og alt det løse. For ikke at glemme de etnisk danske muslimer fra alle egne af kongeriget ... de er sekulære, salafister, sufier, traditionalister, reformister, aktivister, islamister eller bare ligeglade. Læg dertil identitetssplittelse, blandede kulturbaggrunde, arbejdsløshed, sprogbarrierer, kultursammenstød, stigmatisering og alverdens krigs-traumer ... Dette etniske, kulturelle og sociale sammenkog udgør de danske muslimer. De er højtuddannede og analfabeter, urbane og landbaserede, gamle og unge, mænd og kvinder - med og uden tørklæder. Der er kriminelle og samfundsnassere, såvel som mønsterelever, læger i overflod, akademikere, dygtige forretningsfolk, kunstnere, it-folk, journalister og utallige hårdtarbejdende familier. Dette er muslimerne i Danmark anno 2016. | Citat |
|       | |       |

Undersøgelser viser, at der statistisk er forskelle på holdningerne til ytringsfrihed blandt indvandrere og efterkommere fra overvejende muslimske lande og befolkningen som helhed. I en undersøgelse fra justitsministeriets forskningskontor fra 2020 mente 76 % af knap 300 indvandrere og efterkommere fra Tyrkiet, Libanon, Pakistan og Somalia, at det burde være ulovligt at kritisere islam i Danmark, og 59% af den samme gruppe, at det burde være ulovligt at argumentere for indførelsen af sharia-lov i Danmark. Blandt et repræsentativt udsnit af hele den danske befolkning mente henholdsvis 18 og 62 % det samme. Samtidig mente 11 % af de adspurgte fra hele befolkningen, at muslimer ikke burde have lov til at ytre sig i den offentlige debat. Generelt viste undersøgelsen, at mens der var bred opbakning til ytringsfrihed som en vigtig værdi blandt alle befolkningsgrupper, var opbakningen lavere, når ytringsfriheden også gjaldt holdninger, som borgerne ikke brød sig om. Udlændinge- og Integrationsministeriets medborgerskabsundersøgelser har tidligere vist, at andelen, som er helt eller delvis enige i, at det er vigtigt, at alle mennesker har mulighed for frit at udøve deres religiøse ritualer og bære religiøse symboler, er større blandt ikke-vestlige indvandrere og efterkommere end blandt personer af dansk oprindelse.

## Historie
De tidligste oplysninger, man har om muslimer i Danmark, er fra folketællingen i 1880, som viste, at der var otte individer under kategorien "Muhamedanere", som talte seks kvinder og to mænd. En af de første offentligt kendte danske muslimer var forfatteren Knud Holmboe, der konverterede til islam i 1920'erne.
I 1950’erne lykkedes det Ahmadiyya-muslimer fra Pakistan via aktiv missionering at etablere et trossamfund i Danmark. De byggede den første moské i Danmark i 1966-67, Nusrat Djahan-moskéen i Hvidovre. Samme år udgav Ahmadiyya-bevægelsen den første koran på dansk, oversat af den danske konvertit til Ahmadiyya Abdus Salaam Madsen.
I slutningen af 1960'erne begyndte den første større muslimske indvandring til Danmark. Indvandringen af muslimer er hovedsagelig sket i to faser: Først gæstearbejdere fra Tyrkiet, Pakistan, det tidligere Jugoslavien og Nordafrika (især Marokko) i 1960'erne og starten af 1970'erne, der kom som følge af arbejdskraftefterspørgsel; dernæst indvandring af flygtninge og familiesammenføring af familiemedlemmer til de oprindelige gæstearbejdere fra 1970'erne og frem. Indvandringen af flygtninge har fulgt udviklingen i verdens brændpunkter: Iran-Irak-krigen, borgerkrigen i Libanon, borgerkrigen i det tidligere Jugoslavien, krigen i Afghanistan, Irakkrigen og borgerkrigen i Syrien.
Efterhånden består en stor del af den muslimske befolkningsgruppe af personer, der er født, opvokset og haft deres skolegang i Danmark og dermed en anden tilgang end den første indvandrergeneration. Bl.a som et resultat heraf er det muslimske miljø blevet mere veletableret og tilpasset en dansk sammenhæng. De danske moskeer er ofte organiseret som traditionelle danske foreninger med bestyrelser, generalforsamlinger og medlemmer - en praksis, der ikke er udbredt de fleste andre steder. Ligeledes bliver dansk i stigende grad brugt som prædikesprog i moskeerne, hvilket dog forudsætter fastboende dansktalende imamer - noget, som endnu er en mangelvare i nogle miljøer. Et symbol på udviklingen er moskeen og foreningen Dansk Islamisk Center, der under det oprindelige navn Moskeforeningen København blev grundlagt i 2007 som den første danske moske, hvor alt (bortset fra nogle få rituelle handlinger) foregår på dansk. Formålet var at skabe et samlingssted for danske muslimer, der ikke behersker tyrkisk, pakistansk o.l. så godt. Stiftelsen var samtidig udtryk for et bevidst ønske om at fremme en dansk muslimsk identitet og gøre islam til et mere naturligt element i den danske dagligdag.

## Moskeer
I 2017 var der ca. 170 moskeer i Danmark. Heraf var ca. 20 shiamuslimske, og to var ahmadiyya-moskeer, mens resten var sunnimuslimske. Derudover har alevierne, hvis tilknytning til islam er omdiskuteret, otte foreninger, hvor de mødes til bøn og andre aktiviteter. De allerfleste moskeer har en særlig etnisk profil, så de især henvender sig til danskere med eksempelvis tyrkisk, pakistansk eller arabisk baggrund. De fleste moskeer holder til i beskedne omgivelser, i kælderlokaler og bygninger, der oprindelig er bygget til andre formål. Ofte er selve moskerummet blot en del af flere lokaler, der bruges til undervisning og forskellige andre formål.
Den første danske moske opført til formålet var Ahmadiyya-bevægelsens Nusrat Djahan-moske i Hvidovre, der blev opført i 1966-67. I 2014 blev en sunnimuslimsk stormoske, Hamad Bin Khalifa Civilisation Center, tegnet af arkitekt Metin Lindved Aydin, opført på Nørrebro i København. Byggestilen er et forsøg på en syntese mellem nordisk minimalisme og en traditionel mellemøstlig byggestil. En shiamuslimsk moske, Imam Ali-moskeen, tegnet af arkitekt Bijan Eskandani, åbnede den 1. oktober 2015 i det københavnske Nordvestkvarter. I Aarhus åbnede i 2016 en nyopført moske på Sintrupvej i Brabrand.
I 2016 stiftedes Mariam-moskeen i København, der henvender sig til og ledes af muslimske kvinder. De to første imamer i moskeen var Sherin Khankan og Saliha Marie Fetteh. Fetteh forlod dog moskeen igen et år senere efter uenighed om den teologiske linje.

## Andre muslimske institutioner
Moskeerne er kun en del – omend en central del – af det organiserede muslimske miljø i Danmark, der også omfatter en lang række andre institutioner. Det gælder muslimske friskoler, halalslagtere, rejsebureauer, der arrangerer pilgrimsrejser (hajj), begravelsesforeninger, muslimske ungdomsforeninger og grupperinger, muslimske boghandlere og ægteskabsbureauer. Hertil hører også den muslimske gravplads i Brøndby sammen med de 20 kirkegårde og gravpladser rundt om i landet, der har særskilte muslimske afsnit, et ukendt antal klinikker, der udfører omskæring af drengebørn, butikker, der sælger muslimsk klædedragt, muslimske lærde udenfor moskemiljøerne, og islamiske uddannelsesinstitutioner, der tilbyder undervisning fysisk eller online.

## Koranen på dansk
Det vigtigste muslimske hellige skrift, Koranen, blev som nævnt oversat til dansk i 1967 af ahmadiyya-muslimen Abdus Salaam Madsen. Senere er der bl.a. udkommet en semitisk-filologisk oversættelse ("Koranen i ny dansk oversættelse") foretaget af Ellen Wulff på Forlaget Vandkunsten i 2006 samt en mere traditionel muslimsk oversættelse ("Koranen på dansk") ved Abdullah Simsek m.fl. udgivet i 2014 på Dansk Tyrkisk Islamisk Stiftelse. Derudover er der tidligere udkommet flere forskellige delvise oversættelser, fx "Koranens hjerte - Sûra yâ-sîn og andre udvalgte passager fra Koranen", et uddrag af Koranen oversat af Aminah Tønnsen og udgivet i 1994 af Islamisk Studiebogssamling.

## Paraplyorganisationer
På grund af den stærke opdeling af de danske muslimer i forskellige religiøse og nationale grupperinger, som igen består af en række lokale moskemiljøer, har der ikke været nogen stærk tradition for en fælles organisering og optræden for alle muslimske grupper i Danmark. Indtil 2006 fandtes slet ingen muslimsk paraplyorganisation i Danmark, hvilket var usædvanligt i et europæisk perspektiv, hvor der i næsten alle andre europæiske lande fandtes mere eller mindre repræsentative organer, der fungerede som talsmænd og samarbejdspartnere med stat og kommune. Krisen forårsaget af Muhammed-tegningerne i 2006 affødte et større behov for koordinering, og i dag findes tre muslimske paraplyorganisationer: Muslimernes Fællesråd (oprettet 2006), Dansk Muslimsk Union (oprettet 2008) og Den Islamiske Union i Danmark (oprettet 2013). De to første består primært af tyrkiske og pakistanske moskemiljøer, mens den sidstnævnte kan ses som en formalisering af tidligere samarbejder mellem arabiske moskeer i Danmark. Muslimernes Fællesråd var oprindelig klart den største af foreningerne, men blev alvorligt svækket, da dens langt største medlemsorganisation Dansk Tyrkisk Islamisk Stiftelse med op imod 30.000 medlemmer forlod fællesrådet som følge af samarbejdsproblemer. Derfor anses Dansk Muslimsk Union med i alt 10.000 medlemmer i de tilknyttede foreninger i dag for at være den største paraplyorganisation. Ingen af organisationerne er dog på nuværende tidspunkt bredt repræsentative for den danske muslimske befolkningsgruppe. Bl.a. har ingen af dem indtil videre shiamuslimske moskeer eller foreninger som medlemmer.

## Islam i den danske offentlighed
Forholdet mellem de danske muslimer og det øvrige samfund har i en årrække været et centralt debatemne i Danmark. Spørgsmål om bederum og madpolitik i offentlige institutioner, religiøs påklædning og symboler i det offentlige rum og udenlandske religiøse forkynderes indrejse og virke i Danmark har haft islam som sit omdrejningspunkt. Holdninger til spørgsmål som mandlig omskæring, utroskab, homoseksualitet, stening, sharia og forholdet mellem mænd og kvinder har skabt debat. Ofte indgår spørgsmålet om islams stilling i Danmark i den almene diskussion om integrationen af personer med anden etnisk baggrund end dansk. 
Samtidig føler mange muslimer sig diskriminerede. I 2017 svarede 37 % af de adspurgte danske muslimer i en meningsmåling, at de følte sig set ned på på grund af deres muslimske baggrund. Antallet af islamofobiske hændelser i Danmark er stigende. Af de 88 religiøst motiverede hadforbrydelser, som Rigspolitiet registrerede i 2016, var de 56 rettet mod muslimer. Muslimerne var dermed den religiøse gruppe, der tegnede sig som ofre for den største andel af årets hadforbrydelsessager. I 2017 steg antallet af hadforbrydelser mod muslimer til 67.  Fængselsimamen ved Vestre Fængsel Waseem Hussain har beskrevet frustrationen hos personer i anden- og tredjegenerationen af danske muslimer, der er født og opvokset i Danmark, "... hvor de som små egentlig troede, at de var ligesom alle de andre, men med tiden langsomt opdagede, at der alligevel var en forskel". Ifølge ham har mange unge muslimer oplevet, at det er næsten umuligt at blive accepteret som dansk, uanset hvad man gør. Han mener, at der nogle steder er skabt en kollektiv offermentalitet, og opfordrer til, at muslimerne tager ansvar for at arbejde aktivt for at ændre billedet ved at ændre deres egen selvforståelse og tage deres plads som ligeværdige borgere i det danske samfund.
I de senere år er en ny generation af danskfødte muslimske teologer og intellektuelle trådt ind på scenen i den offentlige debat. Det er folk, der har haft deres opvækst i Danmark, er veluddannede, evt. har studeret islam på universitetsniveau ved siden af en anden uddannelse, og har deltaget i dialog med repræsentanter for andre religioner og livssyn i Danmark. Mange af dem efterlyser en tolkning af islam, der tager udgangspunkt i en dansk-muslimsk virkelighed, og som finder løsninger, der gør det nemmere at forene en muslimsk tro med det at være en moderne og aktiv borger i Danmark. Det er personer som Waseem Hussain, Fatih Alev, Natasha Al-Hariri, Tarek Ziad Hussein og Naveed Baig. Udviklingen svarer til lignende tendenser i andre europæiske lande. I Norge er forfatteren og lægen Mohammad Usman Rana således blevet kendt for sin bog Norsk islam – Hvordan elske Norge og Koranen samtidig og generelt som fortaler for, at en norsk eller fællesskandinavisk tolkning af islam er nøglen til at forbedre integrationen og modvirke ekstremisme.